# Coalition 4K
 (mai 2024).
La coalition 4K est une alliance d'organisations armées ethniques Karen et Karenni. Formé en juin 2023, elle se compose de l'Armée Karen de libération nationale, du Front national de libération du peuple karenni, de l'armée karenni (en) et de la Force de défense des nationalités karenni,,.